# Anbarrhacus
Anbarrhacus ist eine ausgestorbene Gattung von Tausendfüßern in der Familie der Platyrhacidae. Das einzige bekannte Exemplar stammt aus Fossilfunden im Chiapas-Bernstein. Es wurde als Anbarrhacus adamantis beschrieben.

## Holotypus und Systematik
Anbarrhacus adamantis wurde anhand eines Einzelfossils beschrieben, welches als Inklusion in einem transparenten Stück Mexikanischen Bernsteins erhalten ist. Zu dieser Zeit befand sich der Stein in der Fossilsammlung des Instituto Nacional de Antropología e Historia in San Cristóbal de las Casas, Simojovel. Der Holotypus ist ein fast vollständiges junges Männchen von der Guadalupe Victoria Site. Dort fand sich der Bernstein in den Lagen des Mazantic Shale und Balumtum-Sandstein mit einem Alter von etwa 23–15 Mio. Jahren. Die Lager stellen Ablagerungen aus einem Fluss in der Nähe der Meeresküste dar und gehören zu einem Mangroven-Ökosystem.
Der Holotypus wurde 2014 von einem Team unter der Leitung von Francisco Riquelme der Universidad Autónoma del Estado de Morelos beschrieben. Der Gattungsname ist eine Kombination des arabischen ánbar für Bernstein und rhacus, einem häufigen Genussuffix in der Familie der Platyrhacidae. Der Artname adamantis wurde aus dem neulateinischen adamantus für Diamant gebildet, einer Anspielung auf die Muster auf der Oberseite des Collum und der Metatergiten.
A. adamantis ist eine von drei Tausendfüßern im mexikanischen Bernstein, die bisher beschrieben wurden. Die beiden anderen Arten sind Maatidesmus paachtun und Parastemmiulus elektron. Weitere vergleichbare Arten sind aus dem Dominikanischen Bernstein bekannt.

## Merkmale
Das Männchen von A. adamantis ist größtenteils Crèmeweiß mit einem Gelbstich auf dem Labrum und Teilen der Beine. Die Sterna wechseln zwischen gelblich und braun. Die Körperlänge beträgt ca. 19,8 mm und umfasst 17 Körpersegmente sowie den Kopf. Der Kopf ist etwas breiter als das zweite Körpersegment, das so genannte Collum. Die Antennen bestehen aus sieben Antennomeren, die verschiedene Formen aufweisen und eine Keulenförmige Spitze aufweisen. Das längste Fühlersegment ist das fünft, danach das sechste. Die kürzesten Antennomeren sind das erste und das siebte. Beide Antennomeren 5 und 6 weisen lange Setae an den Enden auf und die Antennen haben vier Fühlhügel. Die oberen Platten der Körpersegmente nach dem Vollum sind deutlich gelappt und bilden Metatergite und Paranota. Die Oberfläche der Paranota, also die Seitenlappen der Metatergiten, haben eine gekörnte Oberfläche und weißen eine spezifische Diamantförmige Musterung auf. Die Segmente werden zur Körpermitte hin breiter und nehmen ab zwei Drittel der Körperlänge wieder in der Breite ab bis zum letzten Körperglied. das Männchen ist so weit ausgewachsen, dass am Segment 7 birnenförmige Gonopoden zu erkennen sind.